# ほうらい丘駅
ほうらい丘駅（ほうらいおかえき）は、滋賀県大津市坂本本町にある比叡山鉄道比叡山鉄道線（坂本ケーブル）の駅である。駅員無配置駅。

## 概要
坂本ケーブルに2つある中間駅のうち、山下側の駅である。予めの申告や駅に設置の電話からの連絡があった時だけ停車し、通常は通過する。駅周辺は2007年（平成19年）11月現在、山林の伐採や間伐が行われており、倒木や枝打ちされた枯れ枝で駅からの山道は通行困難な状態である。そのため、当駅で下車した場合は再びケーブルカーに乗車してもとの駅に戻るか先の駅に進む以外の移動方法がない。

## 歴史
- 1984年（昭和59年）4月26日：開業[1]。

## 駅構造
ホームはアスファルト舗装の簡素なもので、軌道の南側に設置されている。付近は160‰のそれほど急ではない勾配のため、ホームは階段状ではなくスロープ状となっている。ホームには駅舎や上屋・ベンチ・トイレは設置されていない。駅名標や発車時刻表・運賃表の他「呼び出し電話」が設置されており、当駅から乗車する際はこの電話を使ってケーブルカーの停車をリクエストする必要がある。橋梁とトンネルにはさまれた場所に立地する。
ほうらい丘駅に列車が停車した際、交走式ケーブルカーの特性上、もう1方の車両はもたて山駅より少しケーブル坂本駅側に停車する。逆に、もたて山駅に列車が停車した際、もう1方の車両はほうらい丘駅の横にある橋梁の手前に停車する。

## 駅周辺
- 霊窟の石仏（蓬莱丘地蔵尊） - 駅のすぐ隣。ケーブルカー建設時に発掘された石仏を奉納するために作られた[3]。なお、ケーブルカー車内からも見える。
- 石仏群 - 霊窟の石仏のすぐ下の山の斜面には多くの石仏が残されている。

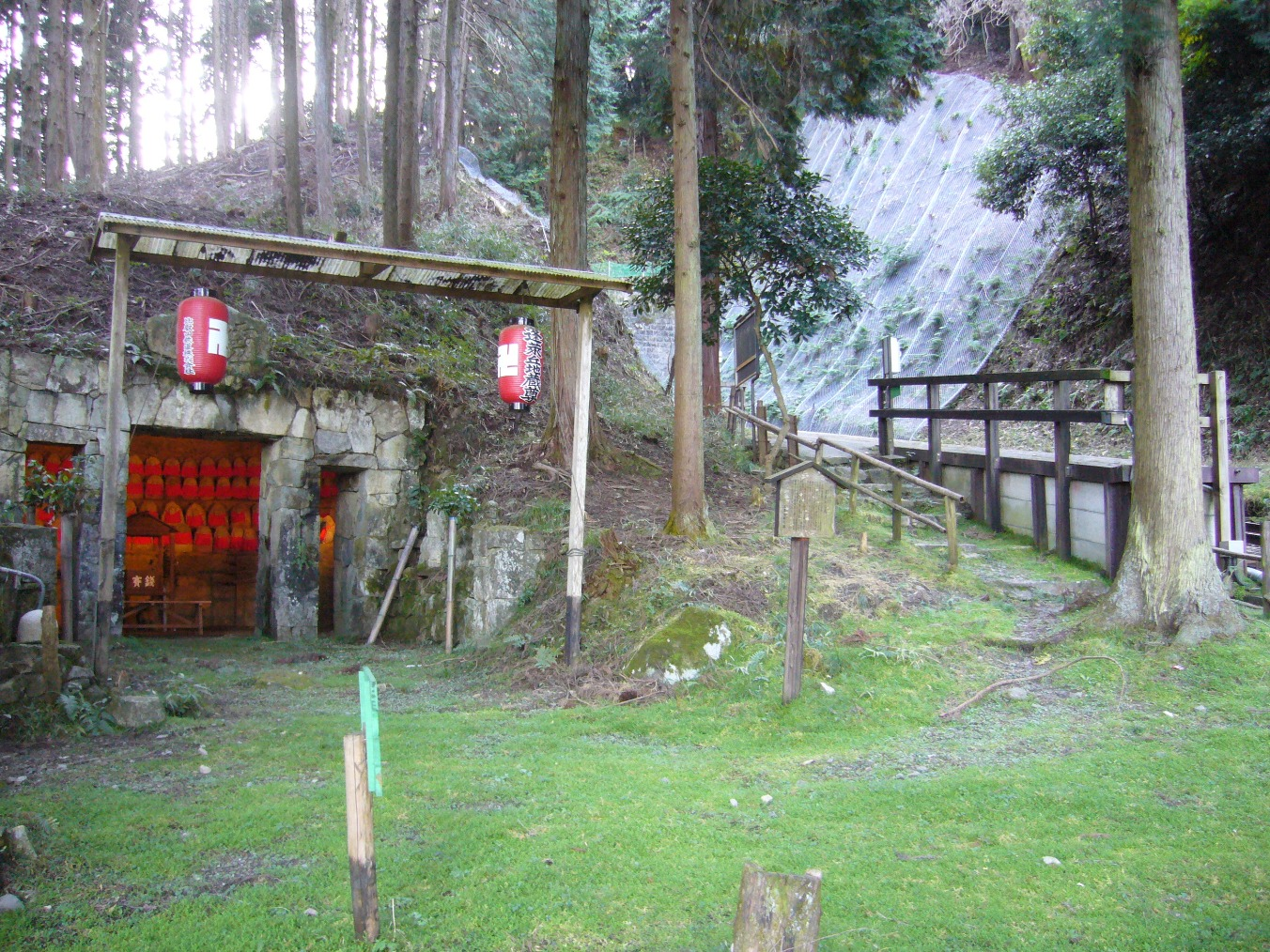
駅と「霊窟の石仏」
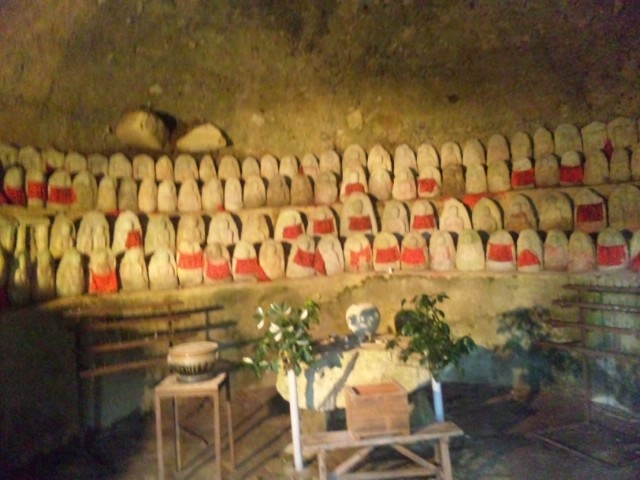
霊窟内部の様子

## 隣の駅
比叡山鉄道
■比叡山鉄道線（坂本ケーブル）
ケーブル坂本駅 - ほうらい丘駅 - もたて山駅